# Villiers-sur-Marne
Villiers-sur-Marne és un municipi francès, situat al departament de la Val-de-Marne i a la regió de l'Illa de França. L'any 1999 tenia 26.632 habitants.
Forma part del cantó de Villiers-sur-Marne i del districte de Nogent-sur-Marne. I des del 2016, de la divisió Paris-Est-Marne et Bois de la Metròpoli del Gran París.

## Fills il·lustres
- Yves Henri Chardon (1902-2000), violoncel·lista i director d'orquestra.